# Le bal des folles
Le bal des folles (bra: O Baile das Loucas) é um filme francês de suspense sobrenatural de 2021 dirigido, co-escrito e estrelado por Mélanie Laurent. É baseado no romance de mesmo nome de Victoria Mas. O elenco conta com Lou de Laâge, Emmanuelle Bercot, Benjamin Voisin, Cédric Kahn e Grégoire Bonnet.
Teve sua estreia mundial no Festival Internacional de Cinema de Toronto em 12 de setembro de 2021 e foi lançado pelo Amazon Studios em 17 de setembro de 2021.

## Enredo
Uma jovem chamada Eugénie (Lou de Laâge), que tem a capacidade de ver os mortos, quando sua família descobre esse segredo, eles a levam para a Clínica Petit-Salpetriere, dirigida pelo distinto professor Jean-Martin Charcot (Grégoire Bonnet). Lá mulheres são tratadas com métodos brutais de "estudo" por cientistas.

## Elenco
- Lou de Laâge como Eugénie Cléry
- Mélanie Laurent como Geneviève Gleizes
- Emmanuelle Bercot como Jeanne
- Martine Chevallier como vovó Cléry
- Benjamin Voisin como Théophile Cléry
- Cédric Kahn como François Cléry
- Lomane de Dietrich como Louise
- Christophe Montenez como Jules
- Coralie Russier como Henriette
- Lauréna Thellier como Marguerite
- Martine Schambacher como Thérèse
- Valérie Stroh como Mère Cléry
- André Marcon como Dr. Gleizes
- Grégoire Bonnet como Dr. Jean-Martin Charcot

## Recepção
No Rotten Tomatoes, o filme tem 85% de aprovação com base em 54 resenhas, com uma nota média de 7/10. O consenso crítico do site diz: "Seus temas são ocasionalmente prejudicados por sua narrativa, mas performances excelentes dão ao O Baile das Loucas um poder pungente e perturbador".  No Metacritic, o filme tem uma classificação de 72 em 100, com base em 14 avaliações, indicando "críticas geralmente favoráveis".
Peter Bradshaw, do The Guardian, escreveu: "Por mais artificial e possivelmente superaquecido que o filme possa ser às vezes, há um gosto real de contar histórias, e Laurent o atravessa com prazer". 

## Prêmios e indicações
| Ano  | Prêmio             | Categoria    | Destinatário | Resultado |
| ---- | ------------------ | ------------ | ------------ | --------- |
| 2022 | Emmy Internacional | Melhor Atriz | Lou de Laâge | Venceu    |